# Elaeosticta paniculata
Elaeosticta paniculata là một loài thực vật có hoa trong họ Hoa tán. Loài này được (Korovin) Kljuykov & Pimenov mô tả khoa học đầu tiên năm 1981.